# Trascrizione fonetica
La trascrizione fonetica è la rappresentazione scritta dei suoni (foni) delle lingue usata principalmente in linguistica. Il sistema più comune è quello di ricorrere ai simboli dell'alfabeto latino opportunamente modificati ed ampliati al fine di poter rappresentare univocamente suoni diversi. Il sistema di trascrizione fonetica più diffuso è l'Alfabeto fonetico internazionale.

## Caratteristiche
Le trascrizioni fonetiche sono convenzionalmente scritte tra parentesi quadre: [ˈskambjo], [ˈʃɔkko], [veˈdeːre].
La maggior parte dei sistemi di trascrizione si basa sull'assunto che la catena parlata possa essere divisa in segmenti, unità discrete alle quali può essere associato un simbolo. Non tutti i fonetisti sono però d'accordo: alcuni ritengono questo assunto un'ipersemplificazione di un processo assai più fluido e difficilmente segmentabile.

## Sistemi di trascrizione fonetica

### Sistemi non alfabetici
I primi tentativi di realizzare una trascrizione fonetica precisa si affidarono alla cosiddetta "iconicità", ovvero alla possibilità che la scrittura potesse dare una rappresentazione di come articolare i suoni con gli organi preposti alla fonazione. Nonostante l'apparente flessibilità del sistema di trascrizione, risultò evidente che si trattava di un sistema assai complesso da leggere e per di più con un certo grado d'arbitrarietà tra segno e posizione articolatoria (non potendo evidentemente fare spaccati sagittali per ogni segmento). L'esempio più famoso è il Visible Speech creato nel XIX secolo dal linguista scozzese Alexander Melville Bell.
Altri tipi di sistemi vennero realizzati da importanti linguisti come Otto Jespersen e Kenneth Pike. Si trattava di sistemi di tipo quasi chimico, in cui un singolo segmento, anziché essere trascritto con un simbolo, veniva identificato univocamente da una serie di abbreviazioni indicanti le caratteristiche articolatorie del segmento. Era un sistema preciso, ma pressoché illeggibile: le "catene" di abbreviazioni erano lunghissime e complicate. Per questo, molti linguisti ritennero che i sistemi alfabetici, nei quali a un tipo d'articolazione corrispondeva un simbolo d'origine alfabetica, potessero essere più pratici e sfruttabili.

### Trascrizione dei romanisti e degli americanisti
Gli studiosi di lingue romanze, come Graziadio Isaia Ascoli e Clemente Merlo, insieme a linguisti tedeschi come Gerhard Rohlfs e, in tempi più recenti, Heinrich Lausberg, crearono vari sistemi di trascrizione (simili tra loro) basati sui semplici segni dell'alfabeto latino, arricchito da segni diacritici e lettere modificate. Generalmente questi sistemi si basano sulle ortografie delle lingue dell'Europa orientale (in particolare lingue baltiche e slave), considerate come particolarmente vicine alla realtà fonetica: quindi ⟨c⟩ vale spesso [ts], ⟨č⟩ [tʃ] e ⟨ž⟩ [ʒ]. Anche molti linguisti statunitensi usano sistemi simili, creati inizialmente per la descrizione delle lingue dei Nativi americani.

### L'Alfabeto fonetico internazionale
L'Alfabeto fonetico internazionale (AFI o IPA) è sicuramente l'alfabeto fonetico più utilizzato oggi. Venne creato alla fine del XIX secolo da studiosi francesi e britannici dell'International Phonetic Association per avere un utile riferimento nella didattica dell'inglese e del francese che, com'è noto, hanno poca relazione con l'ortografia. Col tempo è diventato uno strumento utilissimo per i linguisti e viene usato correntemente nelle più prestigiose pubblicazioni scientifiche come Phonetica e il Journal of The International Phonetic Association (JIPA).
Ci sono anche versioni estese dell'IPA come, per esempio: l'extIPA, il VoQs, e quello che è probabilmente il più completo sistema di trascrizione fonetica esistente: il canIPA di Luciano Canepari.

## Esempi
Un esempio di trascrizione fonetica può essere dato da questo gruppo di parole:
- [ˈkarta]
- [ˈkaːrta]
- [ˈkærta]
- [ˈkæːrta]

Le quattro trascrizioni fonetiche differiscono esclusivamente nei foni [a], [aː], [æ], [æː] non nel fonema /a/ (per approfondire, vedi Fonologia). Sono quattro pronunce diverse dello stesso significante (e stesso significato). Parliamo in questo senso di allofoni, in quanto i quattro suoni sono diverse realizzazioni fonetiche di un'unica unità del significante, di un medesimo fonema: /ˈkarta/
Gli allofoni sono per lo più dovuti a particolari abitudini del parlante o possono anche rivelare la provenienza geografica del parlante. In ogni caso il fonema è sempre uno e così il significato rimane invariato.
Un altro esempio di allofonia potrebbe essere dato dalla diversa realizzazione fonetica della /r/ (come vibrante alveolare, vibrante uvulare o la cosiddetta "erre moscia", fricativa uvulare o "erre francese"), sempre facendo riferimento all'esempio precedente. Quindi avremo [ˈkarta], [ˈkaʀta] e [ˈkaʁta] il cui fonema corrispondente per entrambe è /ˈkarta/
Si capisce che gli allofoni in entrambi i segmenti possono essere liberamente commutati tra loro in qualsiasi contesto senza determinare alcuna variazione di significato. Parliamo in questo caso di allofonia libera, in quanto non è condizionato dal contesto linguistica ma dipende invece da fattori extralinguistici (come le abitudini del parlante , la sua provenienza geografica, ecc..).
Diverso è il caso, per esempio dell'inglese. In inglese abbiamo due tipi di /l/ che non sono commutabili tra loro in nessun contesto: la laterale alveolare /l/ e la laterale alveolare velarizzata /ɫ/. Quest'ultima si presenta in inglese sempre a fine di parola come in feel [fiːɫ] o wheel [wiːɫ], e in questo determinato contesto non potrà mai essere sostituita da /l/. Parliamo allora di allofonia condizionata, in quanto è condizionata dal contesto linguistico.
Un altro esempio invece evidenzia una cosa diversa:
- [ˈkarta]
- [ˈkanta]
- [ˈkasta]

In questo caso non parliamo di allofonia perché abbiamo tre parole che differiscono in una e una sola proprietà ma cambiano nel significato, cambia ovvero il suo fonema. Le tre parole formano quindi una coppia minima.